# В'язок (Ленінградська область)
В'язок (рос. Вязок) — присілок у Волосовському районі Ленінградської області Російської Федерації.
Населення становить 4 особи. Належить до муніципального утворення Сабське сільське поселення.

## Історія
Від 1 серпня 1927 року належить до Ленінградської області.

## Населення
| 1838 | 1862 | 1997 | 2007 | 2010 | 2014 | 2017 |
| ---- | ---- | ---- | ---- | ---- | ---- | ---- |
| 110  | ↗169 | ↘10  | ↘5   | ↘4   | →4   | →4   |